# Могутово (Щёлковский район)
Могутово — деревня в Щёлковском районе Московской области. Относится к городскому поселению Фряново.

## География
Деревня Могутово расположена на северо-востоке Московской области, в северо-восточной части Щёлковского района, недалеко от границы с Владимирской областью, на правом берегу реки Ширенки.
Ближайшие сельские населённые пункты — деревни Ерёмино и Козино.
К деревне приписано садоводческое товарищество (СНТ).

## Население
| 1852 | 1859 | 1869 | 1899 | 1926 | 2002 | 2006 |
| ---- | ---- | ---- | ---- | ---- | ---- | ---- |
| 119  | ↗123 | ↘98  | ↘54  | ↗173 | ↘15  | ↗17  |
| 2010 |      |      |      |      |      |      |
| ↘10  |      |      |      |      |      |      |

## История
На посаде древнерусской Шерны (Могутовский археологический комплекс) у деревни Могутово на реке Ширенке открыт комплекс вислых свинцовых печатей, принадлежавших новгородским князьям Мстиславу Владимировичу, Всеволоду Мстиславичу, Святославу Ольговичу и Святославу Ростиславичу. Селище Могутово-1 образует западную часть посада древнерусского городка Шерны, площадь которого составляет 1,5 га. Площадь городища — 0,8 га, площадь восточной части посада — 3,2 га.
Слободка Могутово возникла при крепости Шерна-городок (1389).
Первое упоминание относится к 1574 году когда пустошь Могутово недалеко от села (в то время уже пустошь) Воскресенское указано как владение служилых людей Могутовых (неканоническое имя Могута означало сила, власть, богатство). «Судный муж» Гридя Могутов упоминался в 1498 году, а писец Матвей Могутов в 1575 году.
В первой половине XVI века пустошь Могутово вместе с пустошью Фрязиново (в будущем Фряново) упоминаются как владения князя Андрея Щербатого из боярского рода Щербатых-Щербатовых, который были Тарусско-Оболенскими князьями. В 1573—1574 году обе пустоши Могутово и Фрязиново вошли в поместье Михаила Ивановича Лапшина.
В 1623 году Могутово — уже деревня, относящаяся к Шеренскому городищу.
Долгое время (приблизительно с начала XVIII века) сельцом владел дворянский род Вяземских (не путать с княжеским родом).
В середине XIX века сельцо Могутово относилась ко 2-му стану Богородского уезда Московской губернии и принадлежала Полиэкту и Анатолию Сергеевичу Вяземским. В деревне было 12 дворов, крестьян 56 душ мужского пола и 63 души женского.
В «Списке населённых мест» 1862 года Магутово — владельческое сельцо 2-го стана Богородского уезда Московской губернии по левую сторону Стромынского тракта (из Москвы в Киржач), в 35 верстах от уездного города и 36 верстах от становой квартиры, при реке Шаренке, с 12 дворами и 123 жителями (60 мужчин, 63 женщины).
По данным на 1869 год — сельцо Аксёновской волости 3-го стана Богородского уезда с 15 дворами, 18 деревянными домами, шелковоткацким заведением и 98 жителями (48 мужчин, 50 женщин), из них 6 грамотных мужчин. Имелось 13 лошадей, 17 единиц рогатого и 3 единицы мелкого скота.
В 1913 году — 24 двора.
По материалам Всесоюзной переписи населения 1926 года — деревня Ереминского сельсовета Аксёновской волости Богородского уезда в 4 км от Фряновского шоссе и 35 км от станции Богородск Нижегородской железной дороги, проживало 173 жителя (81 мужчина, 92 женщины), насчитывалось 27 крестьянских и 4 прочих хозяйства.
В 1994–2006 относилась к Рязанцевскому сельскому округу Щёлковского района.

## Топографические карты
- Лист карты O-37-XXXIII Загорск. Масштаб: 1 : 200 000. Состояние местности на 1984 год. Издание 1986 г.